# 사크라이군
사크라이군은 농카이주의 행정 구역이다. 이 지역의 총 인구 수는 2005년 기준으로 25247명이다. 인구 밀도는 119.7km2이다.

## 행정 구역
| 번호 | 지명       | 태국어 지명 | 빌리지 | 인구   |  |
| ---- | ---------- | ----------- | ------ | ------ |  |
| 1.   | Sakhrai    | สระใคร      | 15     | 10,053 |  |
| 2.   | Khok Chang | คอกช้าง      | 12     | 6,161  |  |
| 3.   | Ban Fang   | บ้านฝาง      | 12     | 8,994  |  |